# سندرسون فارمز
سندرسون فارمز (انگلیسی: Sanderson Farms) شرکت صنایع غذایی آمریکایی است، که در سال ۱۹۴۷ تأسیس شد.